# Труворове городище
Труворове (Старе Ізборське) городище (рос. Тру́ворово (Ста́рое Избо́рское) городи́ще) — археологічна пам'ятка VII—XVIII ст. поруч з Ізборськом (Псковська область).

## Розташування
Займає гострий трикутний мис піднесеного плато висотою до 48 метрів Жеравьйової гори (рос. Жеравьевая гора) над Городищенським озером. Майданчик городища має підтрикутні обриси розмірами близько 1 га, і з напільного боку захищений валом висотою до 6 метрів і ровом глибиною близько 3 метрів.

## Історія
Поселення було засновано кривичами на рубежі VII—VIII ст., вперше згадується в літописах 862 року. Площа поселення — 7000 м². Поряд зі слов'янськими наземними зрубними будинками з дерев'яними підлогами і глиняними печами в одному з кутів на городище були споруди неслов'янського населення з глинобитними підлогами і вогнищами. Десята частина Ізборської кераміки була прибалтийско-фінського риугеського типу.